# 日本・モンゴル民族博物館
日本・モンゴル民族博物館（にほん・モンゴルみんぞくはくぶつかん、英語: Japan Mongolia Folk Museum、モンゴル語: Япон Монгол ардын музей）は、兵庫県豊岡市但東町中山711にある博物館。モンゴル国を主題としている。1996年（平成8年）11月3日に開館し、2000年（平成12年）に伝承文化体験交流館が増築された。

## 歴史

### 開館の経緯

チンギス・ハーン騎馬像

出石郡但東町は但馬ちりめんと呼ばれる織物業で栄えた町であり、1980年代半ばには京都・西陣と但馬地方を結ぶ街道を「但東シルクロード」と名付けたまちおこし運動を行っていた。同時期には大阪外国語大学（現・大阪大学）モンゴル語学科のゼミが但東町でフィールドワークを行い、「但東シルクロード」という名称に興味を抱いたモンゴル語学科と但東町との交流が始まると、但東町はモンゴル国から短期留学生を受け入れるようになった。
1994年（平成6年）10月7日には「森と砂漠を結ぶ国際シンポジウム」が開催され、外務省の職員として在モンゴル日本国大使館に勤務していた金津匡伸は講演で但東町を訪れた。金津は但東町の活動に好意を持ち、12月16日には数千点にも及ぶモンゴル国の民俗資料を但東町に寄贈すると、1995年（平成7年）には外務省を退職して但東町教育委員会に転職し、博物館の建設計画に携わった。

### 開館後
1996年（平成8年）11月2日に開催した竣工式と完成祝賀会では、ポンサルマーギーン・オチルバトモンゴル初代大統領からのメッセージが読み上げられた。翌日の11月3日に日本・モンゴル民族博物館が開館し、但東町に移住した金津が初代館長に就任している。開館に合わせて全国モンゴルサミットも開催された。1997年（平成9年）12月3日には「兵庫県さわやか街づくり賞」を受賞した。1998年（平成10年）6月には関西照明技術普及会賞を受賞した。
2000年（平成12年）4月2日には伝承文化体験交流館が竣工した。2005年（平成17年）3月にはモンゴルの文部大臣から感謝状を受けた。同年4月には但東町などが豊岡市に編入され、日本・モンゴル民族博物館は豊岡市の施設となった。2006年（平成18年）4月には開館10周年特別展として「モンゴル大恐竜展」を開催し、同年11月には「開館10周年記念のつどい」を開催した。2008年（平成20年）2月には館長の金津がモンゴル国から友好勲章を受章したが、金津は2009年（平成21年）に51歳で死去した。

## 展示
モンゴル国の民族資料を中心に収蔵・展示し、その歴史と文化を紹介する博物館である。館内は、シルクロードと名付けた廊下で巡るよう構成されている。常設展示はA棟「たんとうの森」、B棟「アジアの歴史」「モンゴル草原の祈り」、C棟「モンゴル草原の暮しと文化」「モンゴル帝国と元寇」、伝承文化体験交流館「豊岡市但東の暮しと文化」の4つのゾーンで行われている。
C棟には原寸大の「ゲル」が展示されている。企画展は年間1回～2回の割合で開催され、「モンゴル近代絵画展」「モンゴル大恐竜展」等の多彩な企画展を実施している。またモンゴル国との国際交流、学芸員資格取得に関わる実習生受入等も行なわれている。
ひょうごっ子ココロンカードの対象施設になっている。

## 施設

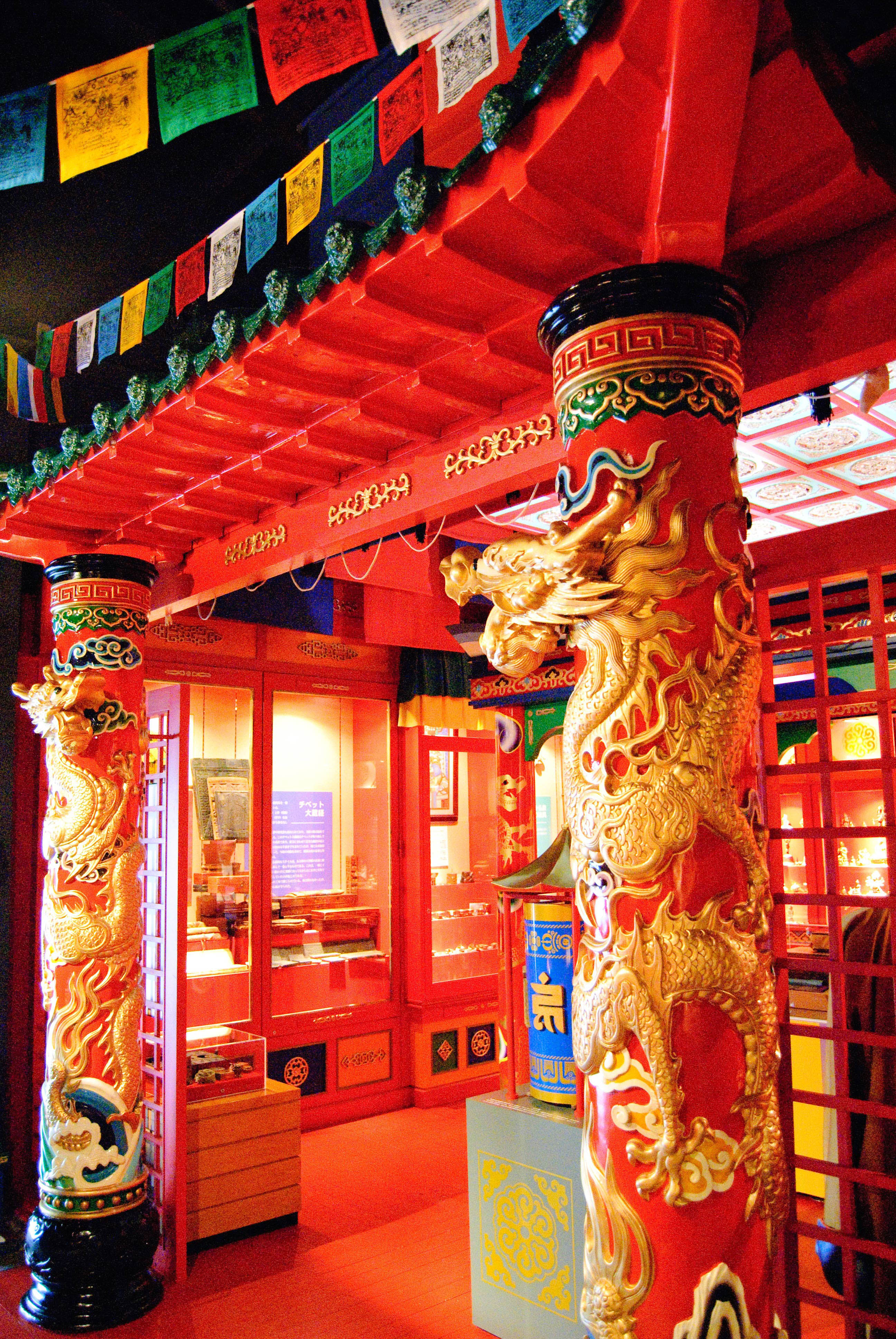
B棟のチベット仏教寺院

### A棟
- 展示室 - 「たんとうの森」として京街道をイメージした通路に平安時代の朽木仏像群を展示。
- 企画展示室 - 「世界・モンゴル・地域」をテーマにした企画展を年間1回～2回開催。
- 図書コーナー
- いろり端 - 中央に囲炉裏を囲む四面ガラス張りの和室。
- 事務室

### B棟
- 展示室 - 「アジアの歴史」として埋蔵文化財でモンゴル民族の歴史を紹介。
- 展示室 - 「モンゴル草原の祈り」としてモンゴルのチベット仏教寺院を再現。
- 映写室 - 希望によってモンゴル映画や講座を開催。

### C棟
- 展示室 - 「モンゴル草原の暮らしと文化」。
- 展示室 - 原寸大のゲル。民族衣装を試着して中に入ることも可能。

### 伝承文化体験交流館
- 展示室 - 豊岡市但東町の暮らしと文化」として但馬地方の民家を実物大で再現。
- 通路 - モンゴル伝統絵画の技法による巨大絵画「四季遊牧」「チンギス・ハーンの生涯」を展示
- 体験交流室
- 屋外展示 - チンギス・ハーン騎馬像。復原された縄文時代の竪穴建物。移築した赤坂古墳。ヤギの親子。

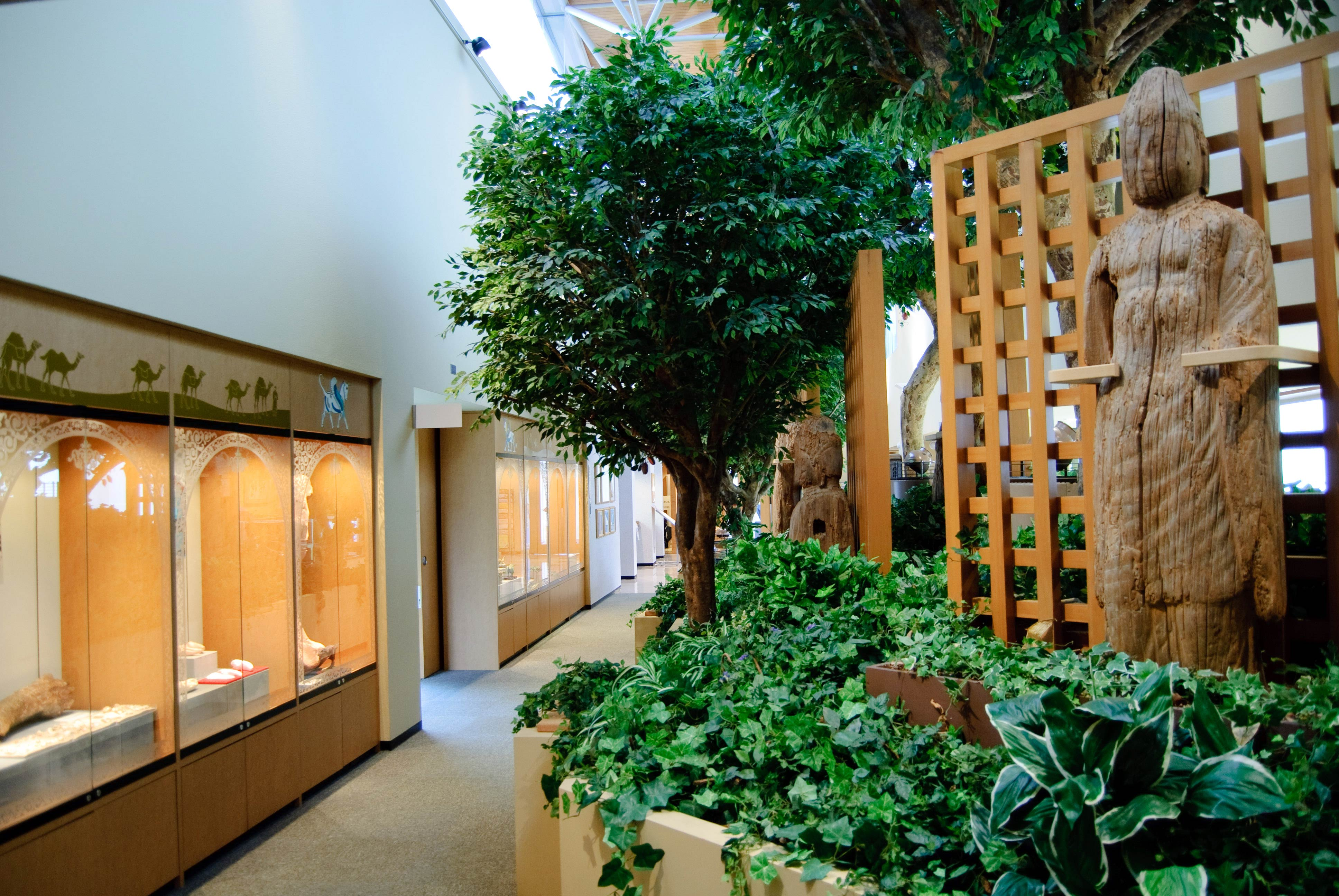
A棟のたんとうの森
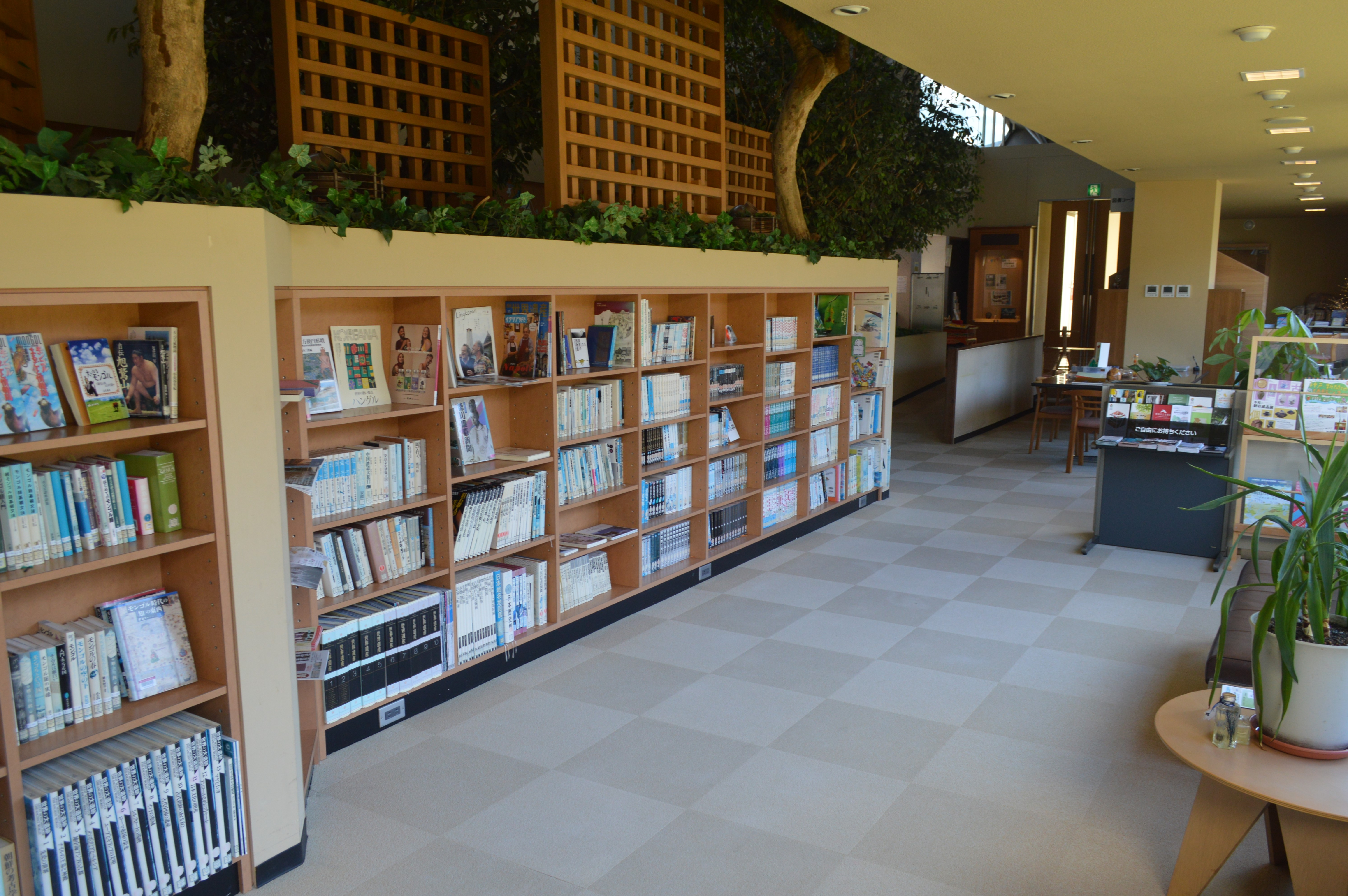
A棟の図書コーナー
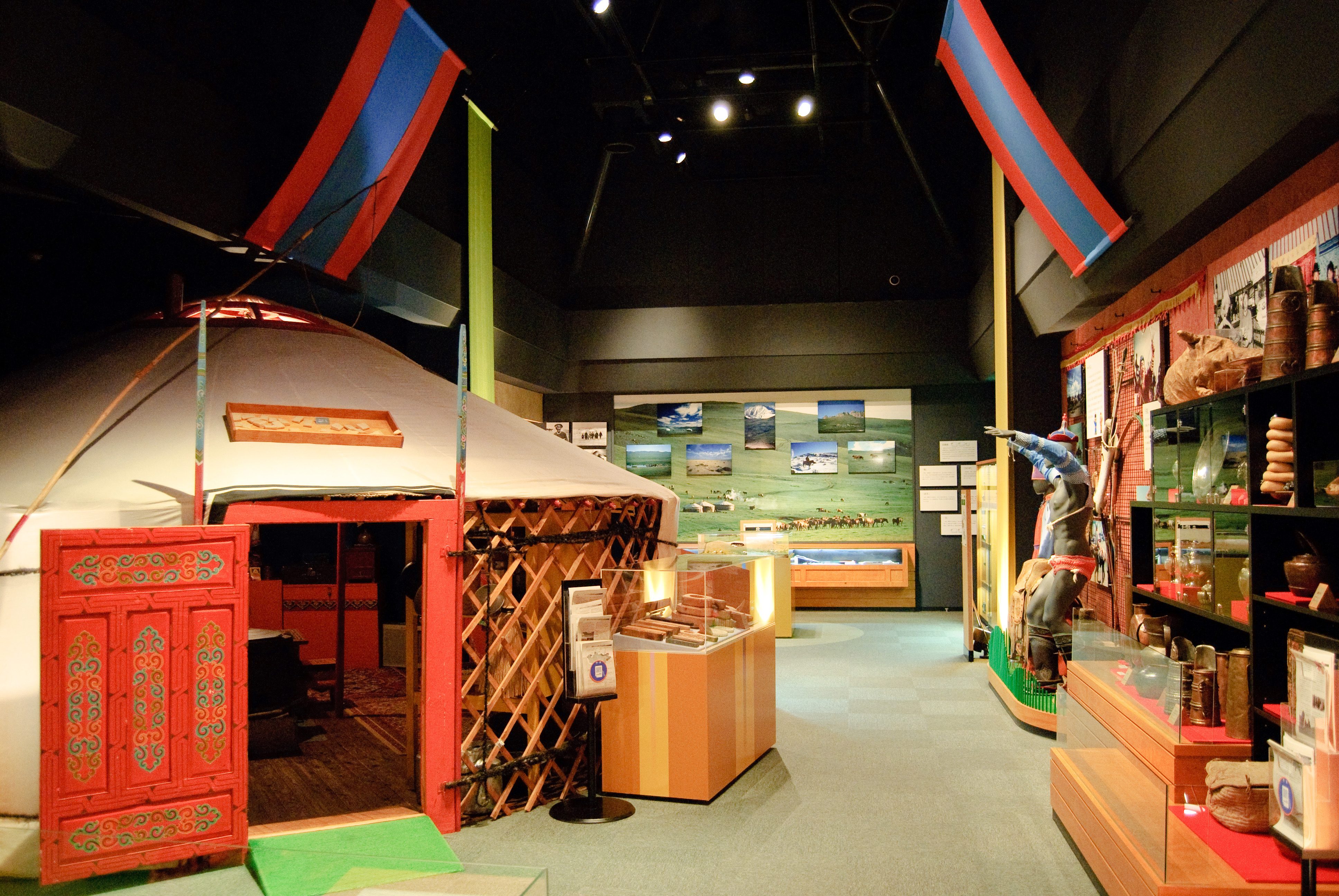
C棟の原寸大ゲル
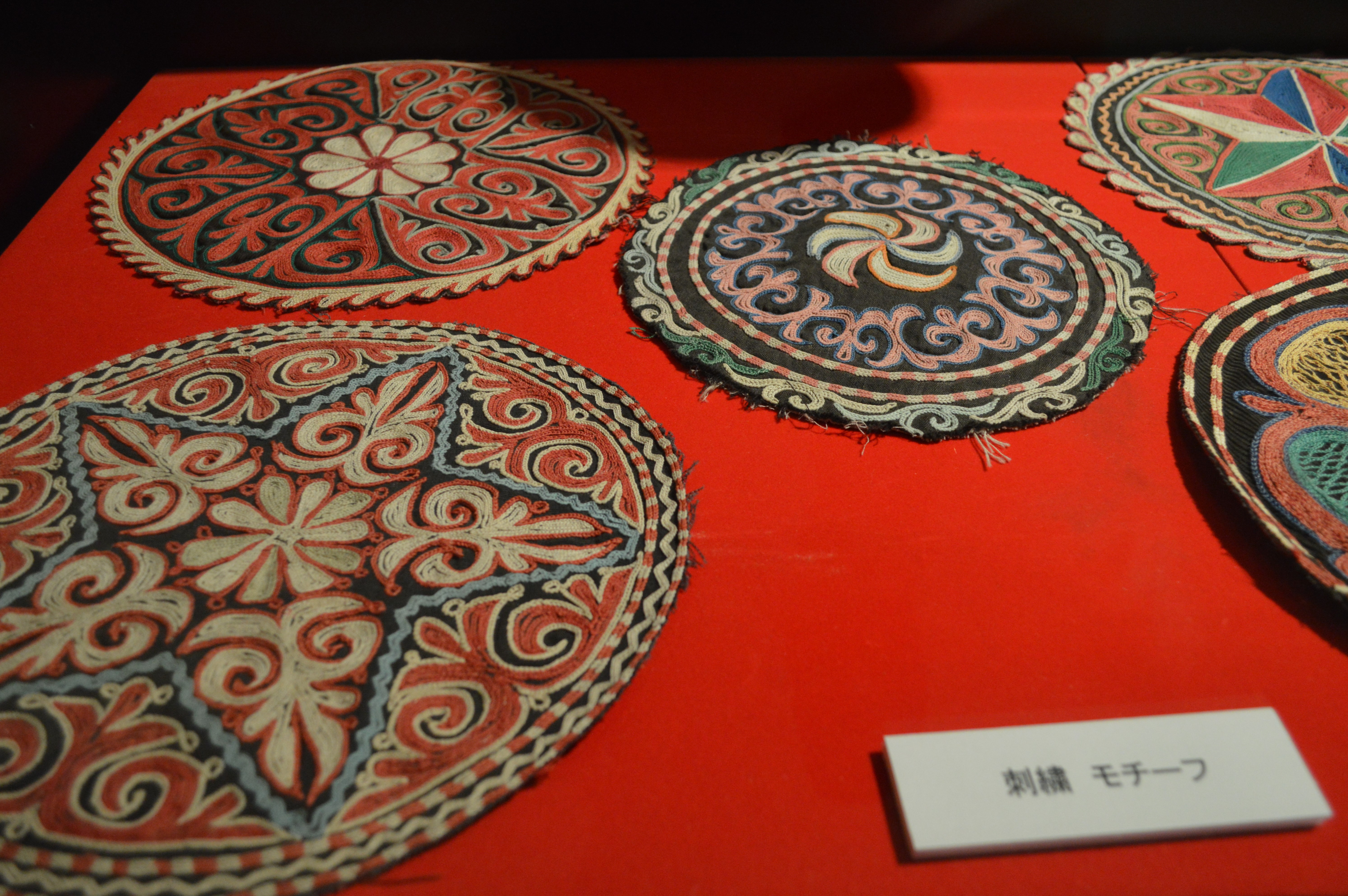
C棟の刺繍
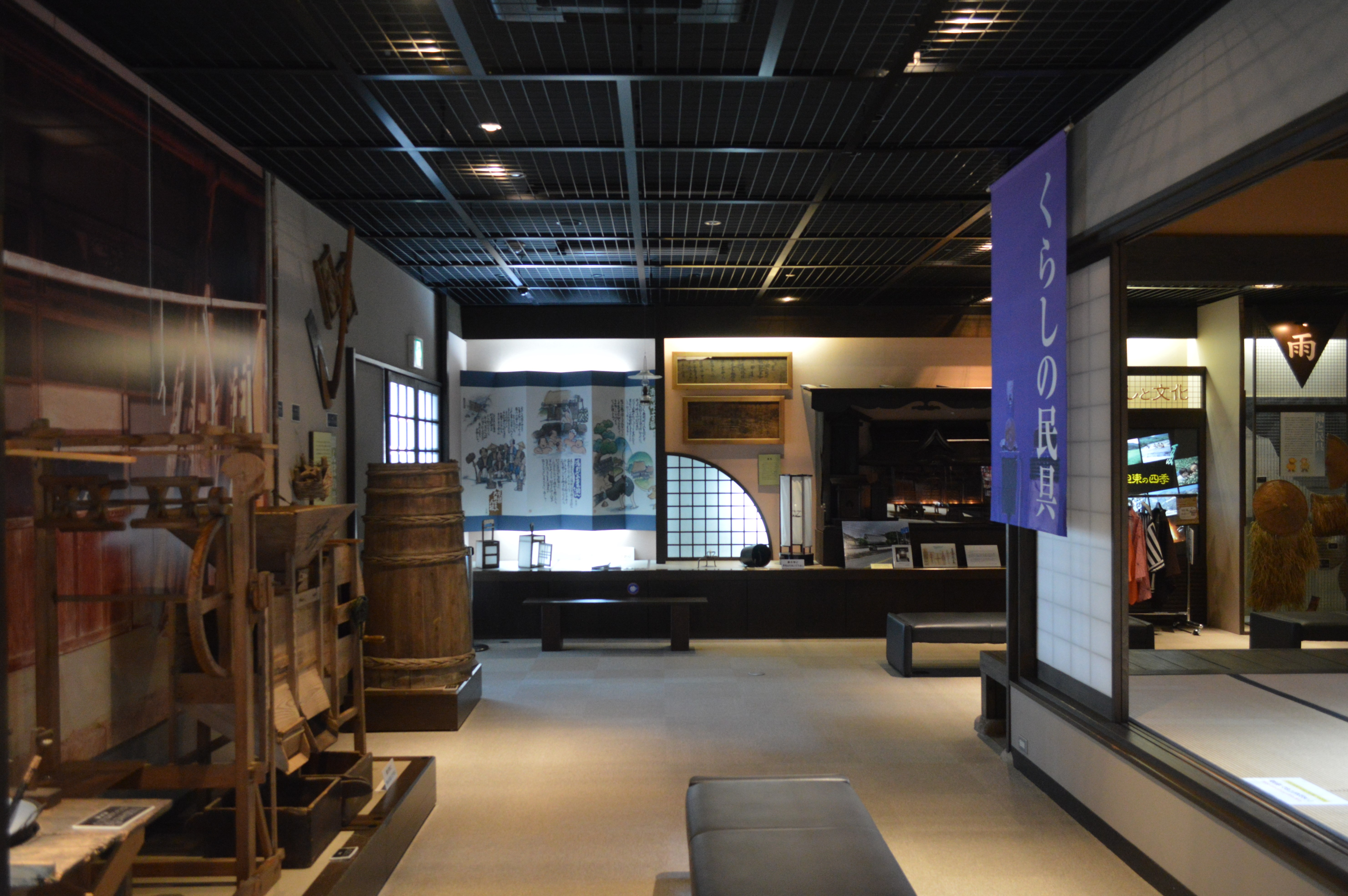
伝承文化体験交流館
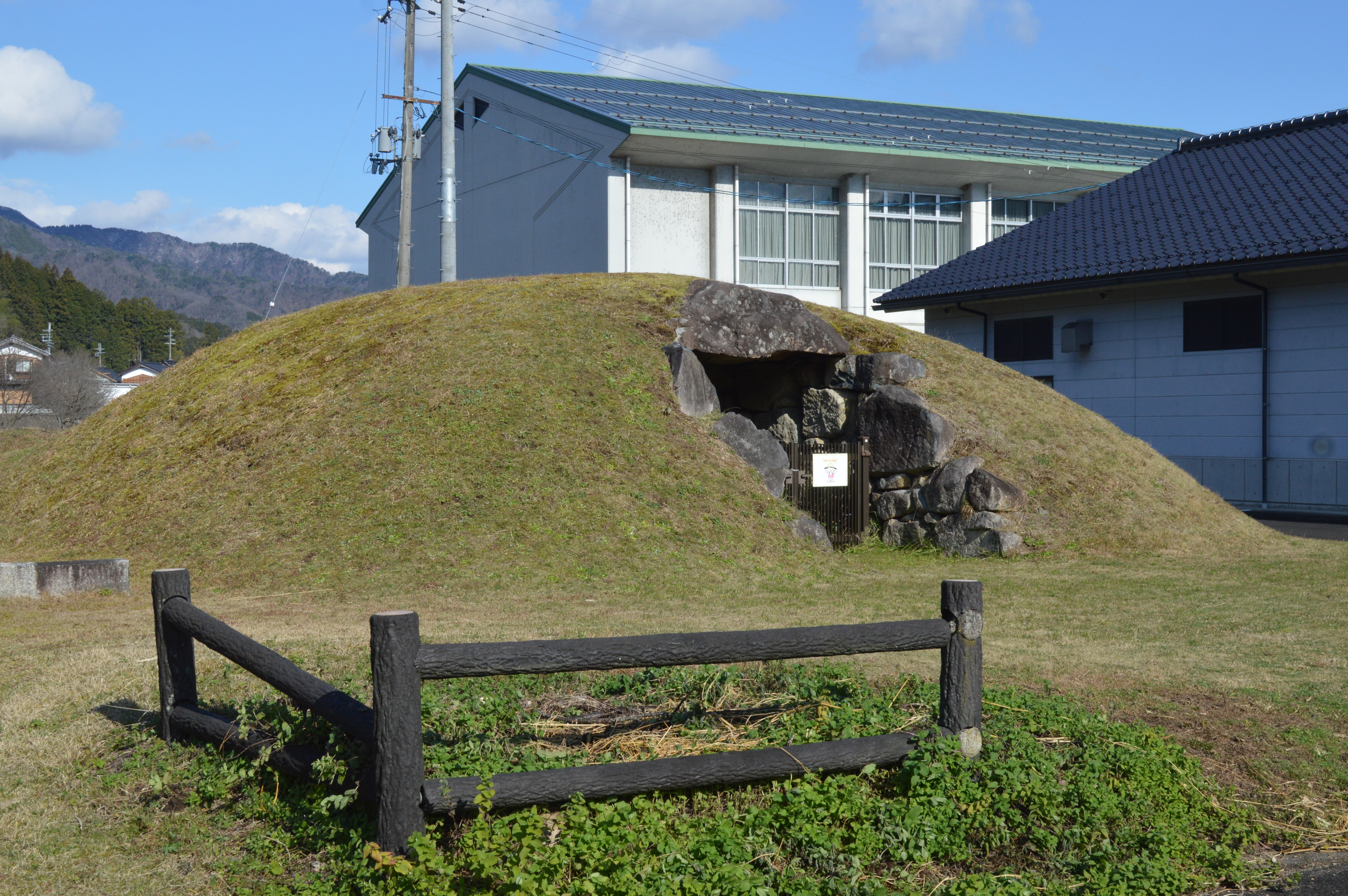
赤坂古墳

## 交通アクセス
- JR山陰線豊岡駅から全但バスで「モンゴル博物館前」下車後徒歩2分